# Aitex

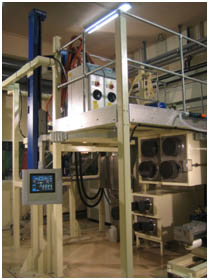
Planta experimental d'extrusió de fibres

L'Institut Tecnològic Tèxtil AITEX, és un centre tecnològic dedicat a la investigació dels àmbits de coneixement de la ciència i la tecnologia que tinguen aplicació en la indústria tèxtil.
És una associació privada sense ànim de lucre, integrada per empreses tèxtils i afins, l'objectiu principal de la qual és millorar la competitivitat del sector i oferir a la societat solucions de base tèxtil que contribuïsquen a millorar el benestar, la salut i la qualitat de vida de les persones.
La denominació comunament utilitzada és AITEX per ser l'acrònim d'Associació d'Investigació de la Indústria Tèxtil. Es constituïx el 1985 per iniciativa de la Generalitat Valenciana, a través de l'Institut de la Xicoteta i Mitjana Indústria Valenciana (IMPIVA). El seu President fundador va ser D. Ricardo Salvador Cardona que va exercir fins a 1992. Va ser Conseller d'Honor D. Rafael Terol Aznar des de 1992 fins a 2009.
La seua seu central s'emplaça a Alcoi, ciutat valenciana de tradició industrial i tèxtil, però disposa, a més, de dos Unitats Tècniques, una d'elles en el Parc Tecnològic de València, i l'altra a Ontinyent des d'on s'oferix suport a estes àrees industrials. En el pla internacional, també disposa de delegacions a la Xina, Índia i Pakistan.
L'Institut treballa en diverses àrees de coneixement, entre les quals destaquen els tèxtils intel·ligents i funcionals, el confort tèxtil, les aplicacions de la biotecnologia en els processos tèxtils i la nanotecnologia aplicada al desenrotllament de materials tèxtils, nous processos tèxtils, solucions tèxtils per a àrees com la salut, la protecció personal i la seguretat.
AITEX edita des de 2000 una publicació denominada AITEX Review, una publicació quadrimestral que arreplega les innovacions i l'actualitat tècnica i científica que s'apliquen en el sector tèxtil. Va crear en 2005 el segell 'Made in Green', una certificació que garanteix que els productes no tenen substàncies nocives per a la salut i que en la seua elaboració s'ha respectat el medi ambient i els drets universals dels treballadors.